# Håbet bag hegnet
Håbet bag hegnet er en dansk dokumentarfilm fra 2016 instrueret af Moritz Siebert, Estephan Wagner og Abou Bakar Sidibé.

## Handling
På Marokkos kyststrækning ud mod Middelhavet ligger Melilla. På bjerget oven for den spanske enklave lever tusindvis af håbefulde afrikanske migranter med en drøm om en dag at forcere hegnet ind til Europa. Abou Bakar Sidibé fra Mali er en af dem. Han er hovedperson i filmen og har selv ført kameraet i de 16 måneder, filmen følger ham, mens han forsøger at tage springet.